# Kolenmijn

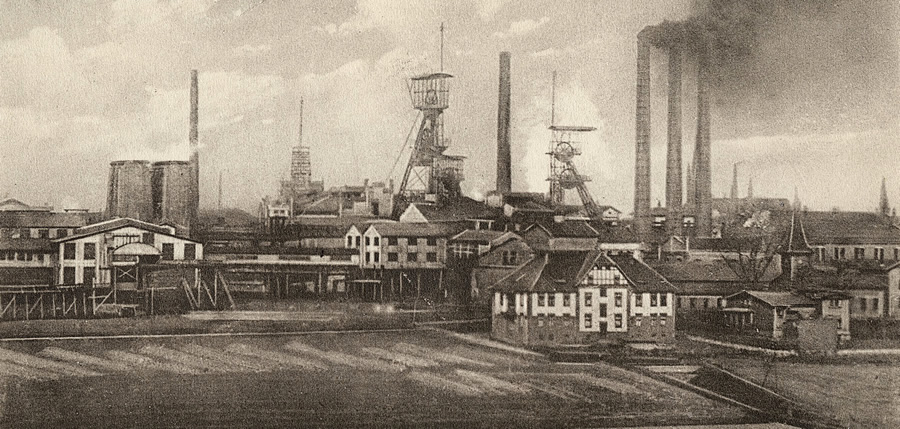
Steenkoolmijn in Silezië (1923)

In een kolenmijn wordt steenkool of bruinkool gewonnen. Bruinkoollagen bevinden zich altijd net onder de deklaag en boven eventuele steenkoollagen, bruinkool wordt daarom vrijwel altijd in open mijnen, dagbouwmijnen, ontgonnen. Dieper liggende steenkoollagen werden in Europa meestal in gesloten mijnen gewonnen. Deze manier van delven is een arbeidsintensief productieproces, brengt een groter veiligheidsrisico met zich mee en is dus aanzienlijk duurder. In West-Europa, waar de kolen- en staalindustrie sinds 1952 werd beheerd door de Europese Gemeenschap voor Kolen en Staal, zijn nu bijna alle kolenmijnen gesloten. Vooral omdat steenkool van overzee, in dagbouw gewonnen en naar Europa getransporteerd, goedkoper kon ingevoerd worden. Op de tweede plaats omdat steenkool als energiedrager toenemend concurrentie kreeg van aardolie en kernenergie. Later werden daar nog milieu-bezwaren aan toegevoegd: verbranding van steenkool heeft een belangrijk aandeel in de opwarming van de aarde door de hoge CO2-uitstoot. Bovendien veroorzaakt de winning van steenkool, zowel in dagbouw als ondergronds, vervuiling met PAK's en zware metalen in de omgeving van de mijn, tijdens het transport en op de plaats van verbranding.
Bruinkool werd in de Benelux alleen gewonnen in Nederlands-Limburg. Steenkool werd in België en Nederland ontgonnen.

## Geschiedenis

### Europa

#### Steenkool

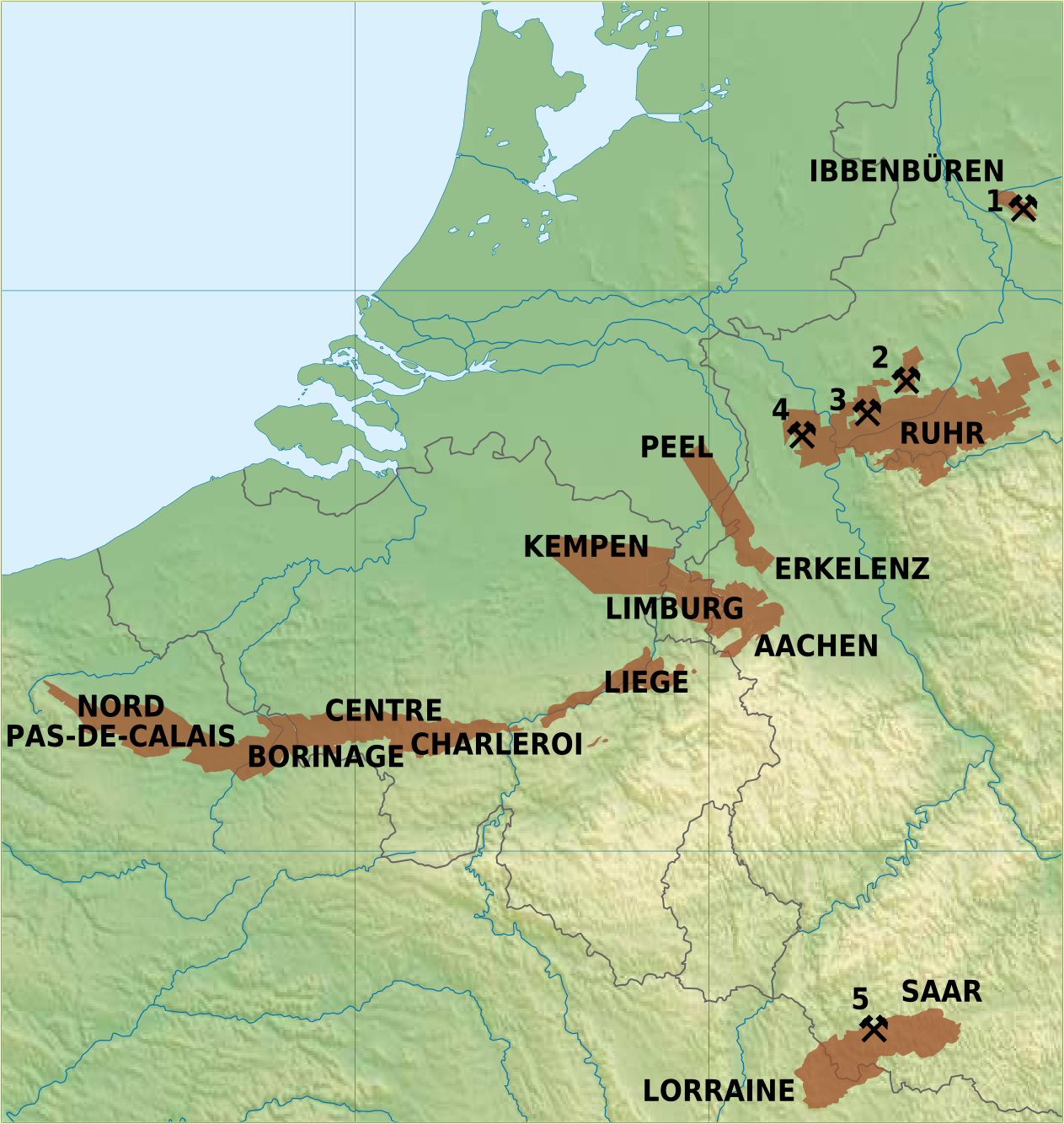
Historische steenkoolmijngebieden in NW Europa

De 19e-eeuwse industrialisatie is grotendeels op gang gekomen op basis van houts-, bruin- of steenkool. Dit waren toen de enige energie-grondstoffen voor de nieuwe zware industrie. Zo werden Engeland en België de twee eerste geïndustrialiseerde landen ter wereld en was het Duitse Ruhrgebied lange tijd het dichtste industriegebied ter wereld. Ook de Franse regio Hauts-de-France staat bekend om haar steenkoolindustrie. Al deze gebieden liggen bovendien op eenzelfde as.
Al sinds 1810 deden Waalse ingenieurs bodemonderzoek in Vlaanderen omdat ze toen al vermoedden dat het kolenbekken zich verder noordwaarts spreidde. De steenkolenlagen bleken daar uiterst diep te liggen. Het was de Leuvense professor André Dumont die van de veronderstelling uitging dat het steenkoolbekken bij Aken in noordwestelijke richting afboog. In de jaren na 1890 begonnen Waalse, Duitse en Delftse ingenieurs daarom naar steenkool te zoeken in Zuid-Limburg, de Limburgse Kempen en zelfs de aangrenzende Antwerpse Kempen.
Met uitzondering van deze laatste regio werden er rond 1900 successen geboekt. Vervolgens werden de nodige concessies aangevraagd en bedrijven opgericht. In Nederland slaagden de socialisten erin enkele concessies onder bestuur van de staat te brengen; ook aan de andere kant van de Maas ijverden de socialisten daarvoor, maar zonder succes. De meeste steenkoolmijnen gingen pas in exploitatie tijdens of na de Eerste Wereldoorlog.

#### Bruinkool

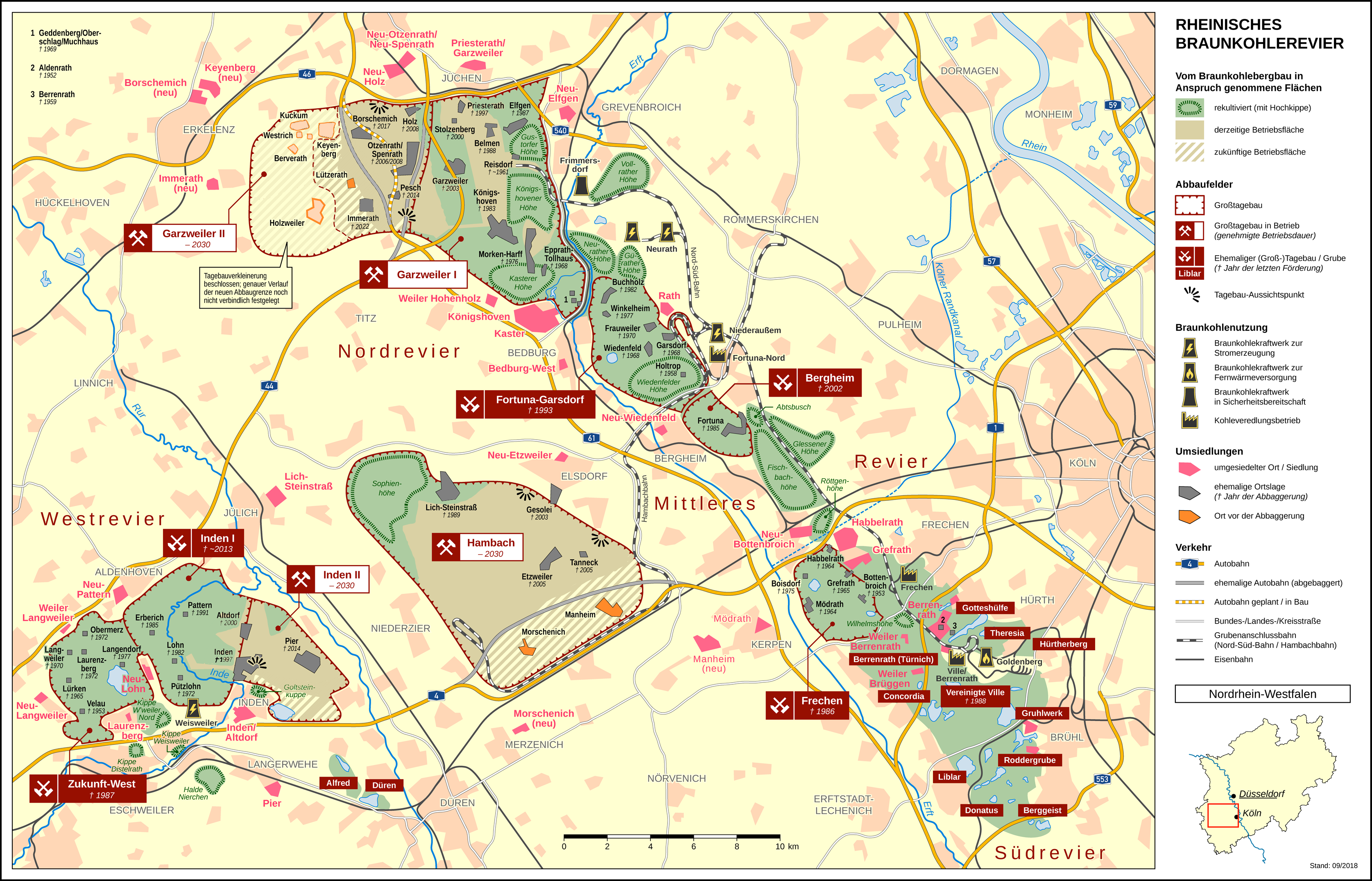
Bruinkoolwinning in Noordrijn-Westfalen

Bruinkool wordt in de omgeving van Keulen en Aken sinds 1826 grootschalig in dagbouw afgegraven. In de Benelux werd het alleen gevonden in Nederlands Zuid-Limburg. De eerste bruinkoolmijn was Carisborg I, in Heerlerheide (1915). De firma Bergerode ontgon in Heerlerheide de concessie Carisborg II, en verwierf in Brunssum de concessies Brunahilde I en II en Energie. Brunahilde I werd niet ontgonnen. Verder zijn er ook bruinkoolmijnen geweest op de Graetheide bij Geleen (Louisegroeve I en II), in Eygelshoven (Herman) en in Haanrade (Anna). Dit waren allemaal open groeves. De Nederlandse bruinkoolmijnen waren in 1968 allemaal gesloten.

## Ontginningswijze

### Structuur van gesloten kolenmijnen

Blokdiagram van een diepbouwsteenkoolmijn: 1. Galerij; 2. Steenkoollagen; 3 en 4. Pijler; 5. Schachtgebouwen; 6. Administratie; 7. Opslag; 8. Koolbunker; 9. Steenberg/terril.

Een gesloten mijn bestaat uit twee delen:
- Het ondergronds bedrijf: Hier worden de kolen gewonnen, verzameld en naar de oppervlakte getransporteerd. Dat transport gebeurde vooral met behulp van smalspoor. Vervolgens ging het in een lift.
- Het bovengronds bedrijf: Hier worden de kolen gesorteerd, gewassen en gekapt. Bovendien liggen hier ook de voorzieningen voor de arbeiders en de centrales en machines die de bovengrondse én ondergrondse installaties aandrijven.

### Bestrijding van grondwater en toevoer van lucht
Grondwater is zowel een probleem in ondergrondse als in open mijnen. In het geval van stollenbouw kan het grondwater gemakkelijk worden afgevoerd. Ook bij open mijnen en schachtbouw volstaat een kleinschalige technische infrastructuur zoals pompen en afvoerwegen, omdat er niet ver onder het grondwaterniveau wordt gegraven. Ook de toevoer van verse lucht is in deze mijnen betrekkelijk eenvoudig te realiseren.
Bij diepbouw worden echter grotere dieptes bereikt en moeten er krachtige pomp-, ventilatie- en hijsinstallaties voorhanden zijn. Omdat deze installaties veel energie verbruikten, hadden die steenkoolmijnen ook eigen energiecentrales die op steenkool draaiden. In de steenkoolmijnen van Belgisch- en Nederlands-Limburg (na 1900 dus) werd bij de schachtafdieping de methode van grondwaterbevriezing toegepast. Daardoor werd de grond ook stabieler. Sinds de mijnsluiting in Nederlands Limburg is het grondwater gestegen en dit heeft geleid to een meetbare bodemstijging aan het aardoppervlak van 10 centimeter over een periode van vijftien jaar.

## Steenkoolwinning naar land

### België

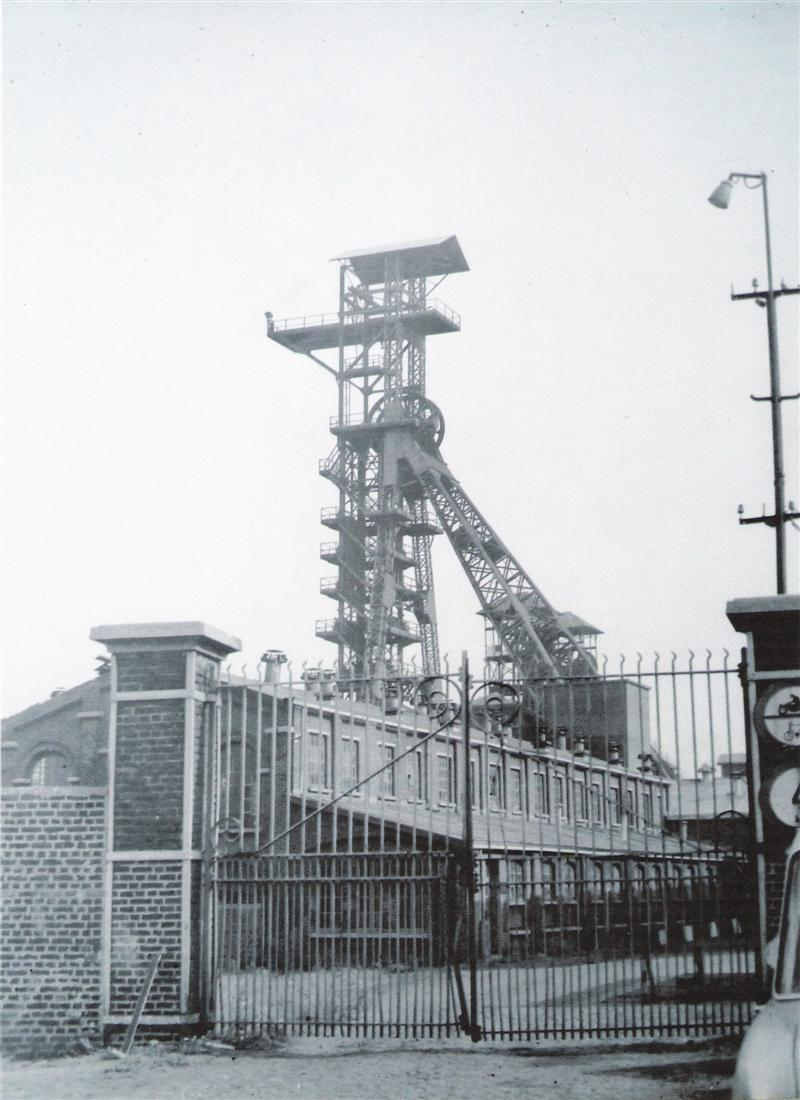
Steenkoolmijn Périer in het Henegouwse Souvret.

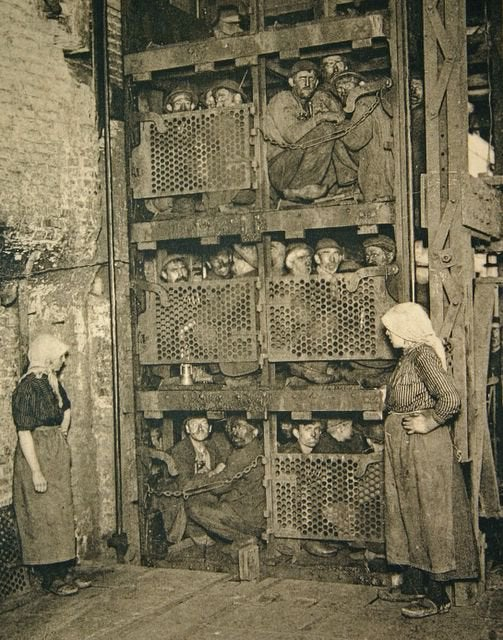
Mijnwerkers van Mariemont-Bascoup komen boven na hun werkdag

#### Wallonië
De Waalse steenkolenbekkens waren geconcentreerd in de industrie-as van de Maas, Samber en Hene, van Luik tot Bergen. Er waren drie bekkens in de provincie Henegouwen: de Borinage bij Bergen, het Centrumbekken bij La Louvière en het Bekken van Charleroi. In de provincie Namen ligt Beneden-Samber en ten slotte bevindt er zich ook een groot bekken rond Luik (Bekken van Luik; Andenne, Seraing en Herve).
In Wallonië werd vermoedelijk al sinds de Romeinse tijd steenkool ontgonnen. In de 13e eeuw duiken de eerste mijnbedrijven op, het ging toen om kleinschalige, primitieve open mijnen. In de 16e eeuw werd er steenkool ontgonnen op betrekkelijk grote schaal en uitgevoerd naar alle windrichtingen, waarmee reeds staal en glas werd geproduceerd. Ook de steenkoolnijverheid en de zware industrie in de omgeving van Luik kwamen in deze periode op. Omdat men steeds dieper groef, moesten de mijnen ook steeds gemoderniseerd worden. Daarom werden hier de eerste waterpompen en stoommachines in gebruik genomen.
Een groot deel van de Waalse mijnbedrijven werd gesticht in het begin van de 18e eeuw, en in de 19e eeuw ontwikkelde Wallonië zich dankzij de mijnbouw en de daarvan afhankelijke bedrijvigheid (onder andere metaalindustrie) tot het grootste industriegebied van het Europese vasteland. De ontsluiting van de regio door steenwegen en kanalen (Kanaal Bergen-Condé, Centrumkanaal, Kanaal Brussel-Charleroi, Zuid-Willemsvaart), in deze periode droeg hiertoe bij. Ook belangrijk in deze was de vestiging van de staalfabriek van John Cockerill in Seraing, in 1850 de grootste fabriek ter wereld, die een grote afnemer was van steenkool.
In de loop van de 19e eeuw kenden de Waalse mijnen hun bloeiperiode dankzij de enorme vraag naar steenkool als belangrijkste grondstof. In de eerste jaren na de Eerste en de Tweede Wereldoorlog was er een grote vraag naar steenkool voor de wederopbouw. Om aan de vraag te voldoen werden arbeiders uit Oost- Centraal en Zuid-Europa, vooral uit Italië aangetrokken. Na de mijnramp van Marcinelle in 1956, waarbij veel Italiaanse doden vielen, zegde Italië zijn overeenkomst met de Belgische regering op omdat het de veiligheid, vooral in de oudere Waalse mijnen, onvoldoende vond. Er werden vanaf toen geen Italianen meer geleverd in ruil voor Belgische steenkool. De Belgen gingen daarna ongeschoolde arbeidskrachten voor hun mijnen zoeken in andere landen rond de Middellandse Zee, zoals Spanje, Griekenland, Marokko en Turkije.
De sanering van Europese mijnen vanaf het midden der jaren 1950, met sluitingen in het kader van het EGKS beleid, was te wijten aan de opkomst van olie en gas als moderne energiebronnen enerzijds, en anderzijds concurrentie van geïmporteerde steenkool uit open mijnen in Zuid-Amerika en Azië, die veel goedkoper arriveerde in de Europese zeehavens. De laatste Waalse steenkoolmijn Roton in Farciennes sloot in 1984. Het wegvallen van de mijnindustrie in Wallonië in het midden van de vorige eeuw en de daaropvolgende crisis in de staalindustrie liggen aan de basis van de economische neergang van het gewest.

#### Limburgse Kempen

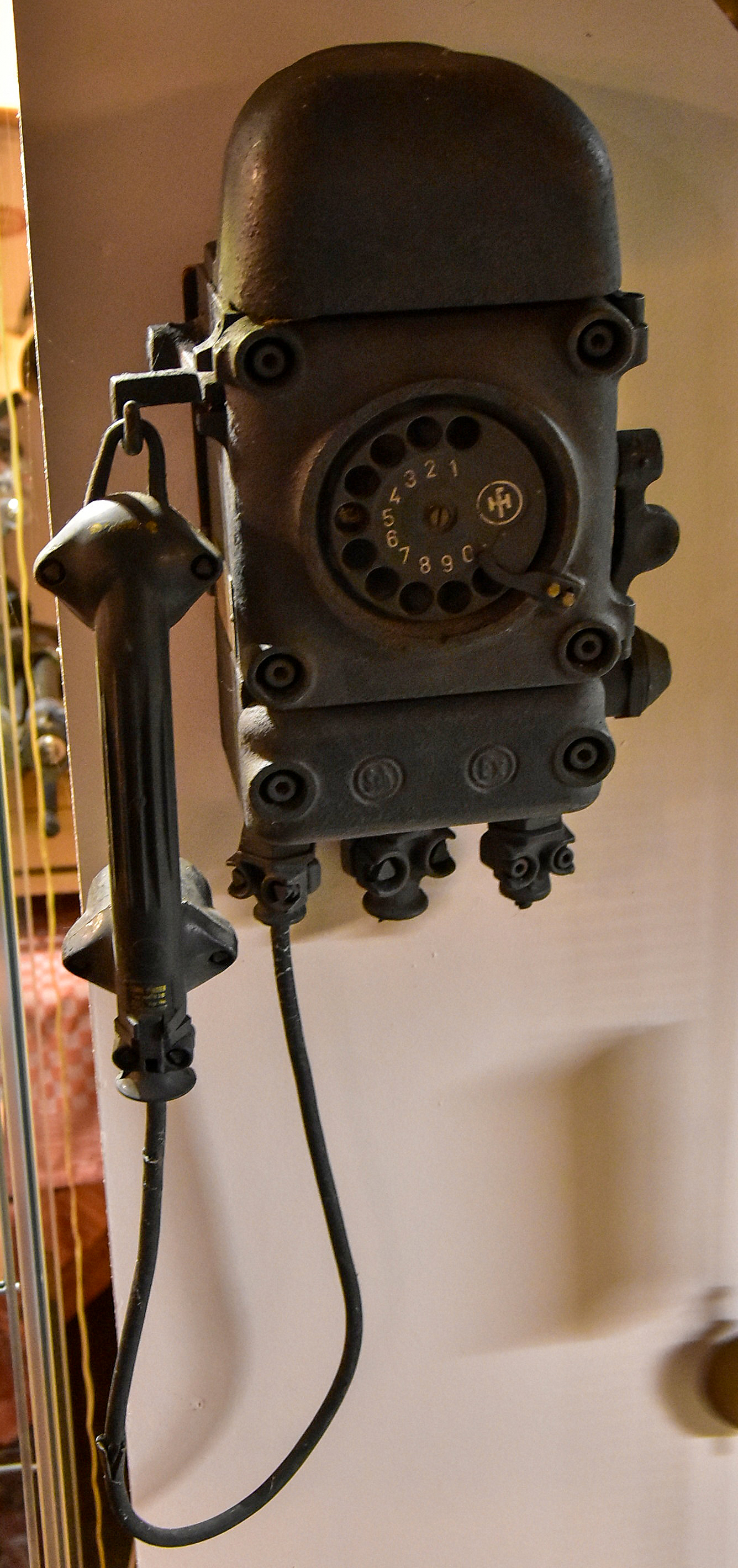
Steenkoolmijntelefoon

De geologische kennis van het Kempens steenkoolbekken dateert van omstreeks 1875. De eerste steenkool uit het Kempens steenkoolbekken in Limburg, werd in 1901 aangeboord te As. De mijnmaatschappijen werden onmiddellijk daarna opgericht (behalve Houthalen: 1923), maar door de technische en politieke moeilijkheden duurde het tot na de Eerste Wereldoorlog voordat ze commercieel konden worden uitgebaat. De technische moeilijkheden hielden vooral verband met watervoerende (drijfzand)lagen. Enkel Winterslag had dit niet, daardoor was dit ook de eerste mijn die kon produceren. Alle mijnen moesten de dure bevriezingstechniek aanwenden bij de aanleg van de schachten, een methode die toen nog in een experimenteel stadium verkeerde.
Het Kempens Steenkoolbekken had als opvallend kenmerk dat er nooit steenkoolverwerkende industrie naast is ontstaan. Dat blijkt uniek te zijn in de Europese mijnnijverheid. De Limburgse kolenproductie was vooral interessant voor de Waalse staalindustrie, die daardoor de import van steenkool kon verminderen. De Waalse mijnen waren verouderd en ook te klein om nog aan de vraag te kunnen voldoen. Bovendien bevatte de Limburgse ondergrond cokeskolen, waaraan op dat moment groeiende behoefte was.

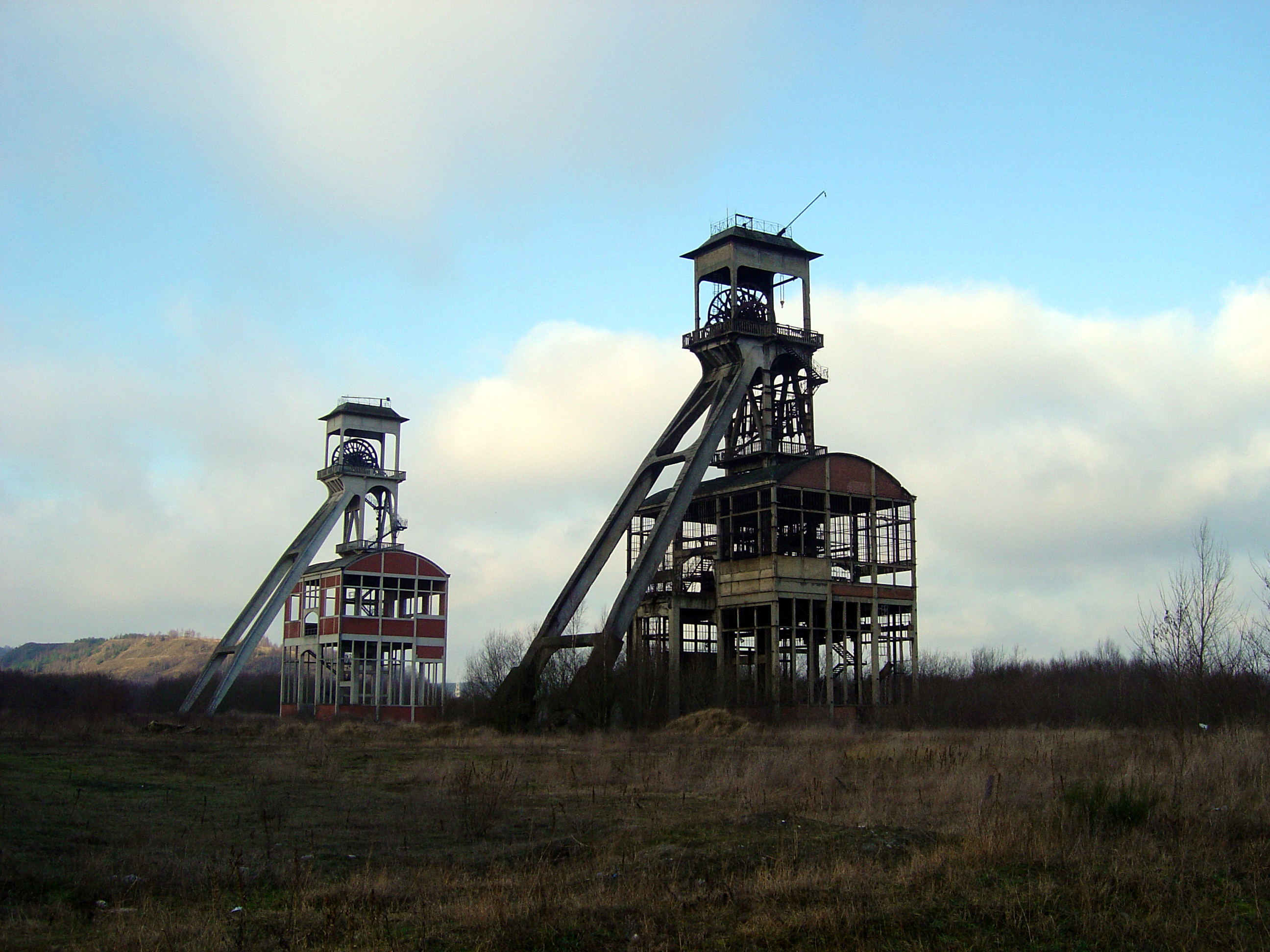
Oude en heropgebouwde schachtbok in Eisden.

Er waren zeven mijnen, die in handen van privé-maatschappijen waren.
- de steenkoolmijn van Beringen, opgericht als Société Anonyme Charbonnages de Beeringen, in Beringen, productie vanaf 1922 tot 1989.
- de steenkoolmijn van Eisden, oorspronkelijk Société Anonyme Charbonnages Limbourg-Meuse, in Maasmechelen, productie vanaf 1922 tot 1987.
- de steenkoolmijn van Houthalen, opgericht als S.A. Charbonnages de Houthalen, in Houthalen, productie vanaf 1938-1939 (fuseerde in 1964 met Zolder) tot 1992.
- de steenkoolmijn van Waterschei, eerste benaming Société Anonyme André Dumont-sous-Asch in Genk, productie vanaf 1924 tot 1987.
- de steenkoolmijn van Winterslag, Société Anonyme Charbonnages de Winterslag in Genk, productie vanaf 1917 tot 1988.
- de steenkoolmijn van Zolder of S.A. Charbonnages de Helchteren Zolder in Zolder, productie vanaf 1930 die als laatste sloot op 30 september 1992.
- de steenkoolmijn van Zwartberg opgericht als Société Anonyme Charbonnages des Liégeois en Campine in Genk, productie vanaf 1925 tot 1966.

De hoogste werkgelegenheid werd gehaald tijdens de Wederopbouw, vlak na de Tweede Wereldoorlog. Er werkten toen 44.000 mensen in de Limburgse mijnen. Om arbeidskrachten aan te trekken en te behouden moesten tal van voorzieningen worden gebouwd en werden al vanaf 1945 Italiaanse gastarbeiders aangetrokken. Vanaf 1956, het jaar van de mijnramp in Marcinelle, werden Spanjaarden en Grieken geworven, vanaf 1962 gevolgd door Turken en Marokkanen. Dit maakte dat de mijnstreek een multicultureel karakter kreeg.
De productie bereikte een hoogtepunt in de jaren 1950. In 1958 brak echter de Internationale Kolencrisis uit en werden door de EGKS productiebeperkingen opgelegd. De oliecrisis van 1973 bracht enig soelaas, maar de verliezen in de mijnbouwsector namen steeds onrustbarender vormen aan. De mijn van Houthalen werd in 1964 gesloten als eerste Belgische mijn, nadat ze al was gefusioneerd met die van Zolder. Twee jaar later werd met een pennestreek en nauwelijks sociale maatregelen de mijn van Zwartberg gesloten, waar toen 4000 mensen werkten.
De Belgische regering had deze sluiting aangekondigd samen met die van twee Waalse mijnen. De overheid had echter niet gerekend op het protest en de woede van de met naakte ontslagen bedreigde Limburgse mijnwerkers. Toen de eerste ontslagbrieven in de bus vielen kwamen de mijnwerkers in actie en werd de ondergrond van de mijn in Zwartberg bezet. De solidariteit van de Limburgse bevolking met de mijnwerkers van Zwartberg werd erg groot. Een betoging van mijnwerkers vanuit Zwartberg naar de mijn van Waterschei om hun collega's daar om solidariteit te vragen liep uit op een bloedbad. De mobiele colonne van de rijkswacht reageerde erg overspannen toen de kop van de betoging bij de mijnpoort van Waterschei verscheen en schoot met scherp op de manifestanten. Er vielen twee doden en verschillende zwaargewonden. De dagen daarna werd het leger ingezet om de erg gespannen sfeer de baas te kunnen.
Uiteindelijk werden dure eden gezworen in de Akkoorden van Zwartberg, die deze akelige periode moesten afsluiten: er zouden geen Limburgse mijnen meer sluiten vooraleer er voor vervangende werkgelegenheid was gezorgd. Ondertussen werd voor de eigenaars van de Limburgse mijnen een voordelige uitstapmogelijkheid gecreëerd uit de verlieslijdende mijnactiviteit: de kolenwinning van alle Limburgse mijnen werd geconcentreerd in de nieuwe naamloze vennootschap N.V. Kempense Steenkoolmijnen, waarin de Belgische overheid steeds meer zou gaan participeren. De overheid zou zo garant staan voor het aanzuiveren van de verliezen van de kolenexploitatie met belastinggeld. Winstgevende nevenactiviteiten, zoals de verhuur van gebouwen en de eigendom van onroerende goederen, bleven in handen van de oorspronkelijke mijneigenaren.
Toen de Belgische overheid in de jaren tachtig de subsidiekraan voor de vijf overgebleven Limburgse mijnen definitief wilde dichtdraaien, werkten er nog ruim 18.000 mijnwerkers, waaronder veel jongeren. Er werd een kolenmanager aangesteld, die met een aanzienlijke enveloppe de resterende mijnactiviteit zou gaan afbouwen en die tegelijk de streek nieuwe economische perspectieven moest weten te bieden. De mijnwerkers, die regelmatig acties en betogingen hielden tegen de plannen, werden verleid met hoge oprotpremies en erg gunstige pensioenregelingen. Mijnwerkers uit de oostelijk gelegen mijnen werden daarbij nog eens handig tegen hun westelijke collega's uitgespeeld en mede daardoor konden de mijnen in Belgisch-Limburg toch vrij snel sluiten.
De mijnen in Waterschei, Winterslag en Eisden waren in 1987 dicht en de westelijke mijn in Beringen volgde niet veel later. Er bleef daardoor nog heel wat geld in de enveloppe over, waarmee na heel wat politiek getouwtrek en diverse schandalen en schandaaltjes, toch enkele nieuwe projecten op de Limburgse rails konden worden gezet. De steenkoolmijn van Zolder werd in 1992 als laatste Belgische mijn gesloten.
Veel mijngebouwen werden vlak na de sluiting gesloopt. Heel wat terrils bestaan nog en zijn vrij toegankelijk. Sommige mijnterreinen zijn omgevormd tot bedrijventerreinen, andere bestaan nog en hebben een nieuwe bestemming gekregen.
- C-Mine in Winterslag
- Maasmechelen Village in Eisden
- Connecterra in Eisden en Lanklaar in 2013
- Dierentuin in Zwartberg (in 1998 gesloten)
- Cleantech in Houthalen in 2011
- Het Centrum voor Volwassenenonderwijs CVO, Het Centrum voor Duurzaam Bouwen (CeDuBo) in de voormalige badzaal en de wekelijkse multiculturele markt op het vernieuwde plein van de Steenkoolmijn van Zolder
- Wetenschapspark in Waterschei
- Industrieel archeologisch museum met onder andere de kolenwasserij, te Beringen

### Nederland

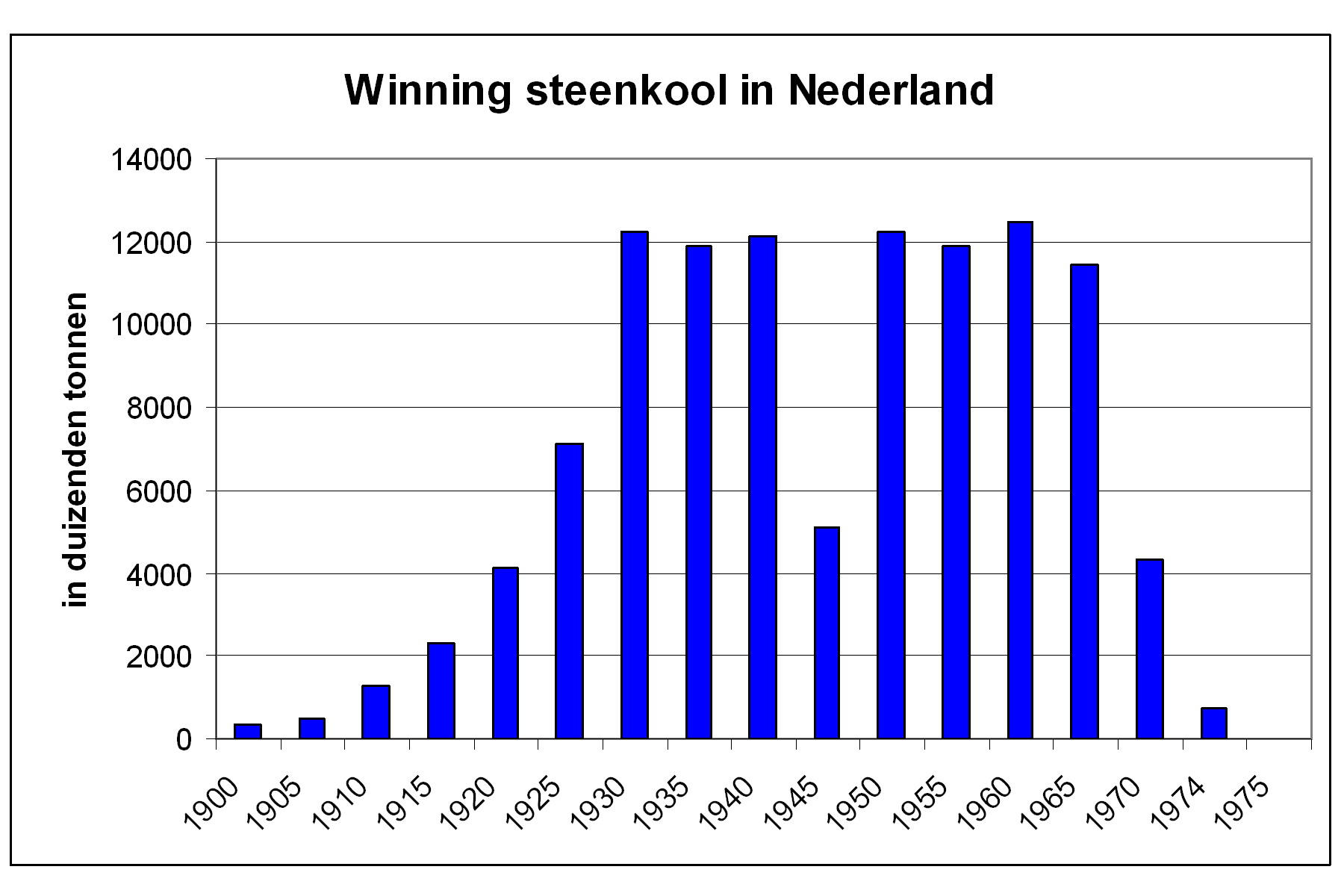
Winning steenkool in Nederland (1900-1975). Bron CBS Statline

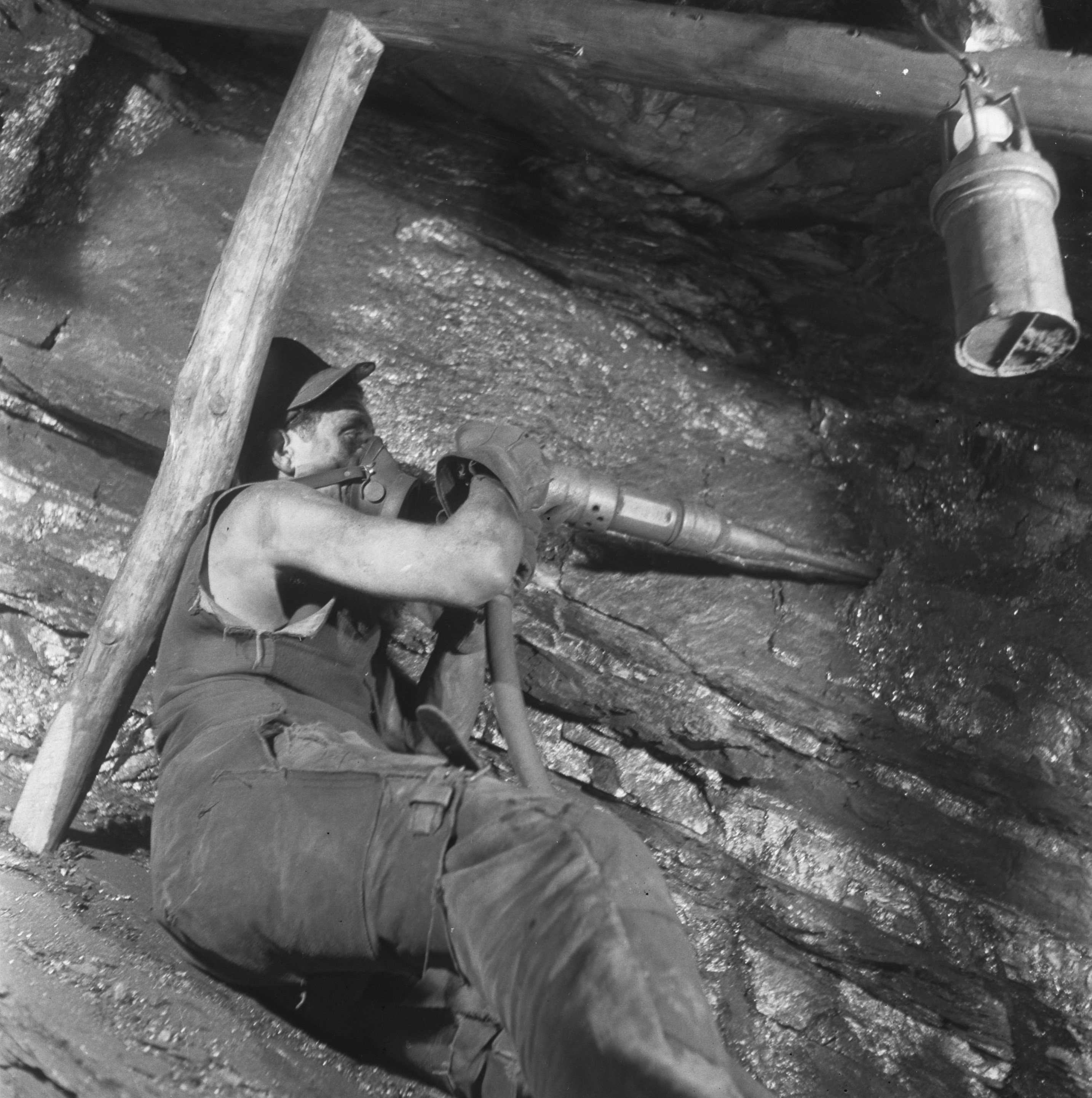
Mijnwerker aan het kolenfront in de staatsmijn Emma, 21 november 1945

#### Geschiedenis
De allereerste steenkoolwinning vond in de 12e eeuw plaats in het mijnveld dat later bekend werd als de Domaniale mijn in Kerkrade.
Vanaf 1742 ging de abdij van Rolduc in eigen beheer aan kolenwinning doen. In 1766 verkreeg de abdij het recht van ontginning (een concessie) onder openbare wegen en gemeentegronden. Door hun professionele aanpak van de mijnbouw leverde dit reeds in de 18e eeuw rendabele inkomsten op.
Nadat Waalse ingenieurs aan het eind van de 19e eeuw succesvolle boringen hadden ondernomen rond Eygelshoven, Heerlen en Geleen kwam er een kolenkoorts op gang. Belangrijke personen in de pionierstijd waren onder meer Carl en Friedrich Honigmann (ON-mijnen), Anton Wackers (Lauramijn) uit de regio Aken, de Nederlanders Henry Sarolea (spoorwegbouwer spoorlijn Sittard - Herzogenrath en later bestuurder ON-mijnen) en Henri Wenckebach (pionier van de Staatsmijnen).
Omstreeks 1900 werden nieuwe steenkoolmijnen gesticht in Zuid-Limburg, zowel door particulieren als door de overheid (de Staatsmijnen in Limburg). Er waren ook twee Belgische ondernemingen actief. Door de aanleg van nieuwe verbindingen (spoorlijnen naar Aken en Stein en Born aan het Julianakanaal) werd het vervoer van gewonnen kolen naar afzetgebieden eenvoudiger en goedkoper.
Uiteindelijk waren er de vier Oranje-Nassau mijnen (ON I t/m IV), de vier Staatsmijnen en vier andere particuliere mijnen. Een vijfde Staatsmijn, de Beatrix, werd aangelegd in Herkenbosch om het zogenaamde Vlodropperveld te ontginnen, maar is nooit in bedrijf gekomen. Speciaal hiervoor zou station Herkenbosch uitgebreid worden. Dit station lag aan de zogenaamde IJzeren Rijn. De Oranje-Nassau mijnen waren uiteindelijk eigendom van een Frans bedrijf (de familie Honigmann verkocht in 1908 de aandelen aan de familie De Wendel). De Laura en Julia alsmede de Willem-Sophia waren eigendom van twee afzonderlijke Belgische bedrijven. De particulier gepachte Domaniale en de Staatsmijnen waren Nederlands bezit.
Door de vondst van het het aardgasveld van Slochteren en de goedkopere steenkool en aardolie uit het buitenland werd de Limburgse steenkolenwinning onrendabel. De mijnsluiting in Nederlands Limburg begon met de historische toespraak van toenmalig minister van Economische Zaken Joop den Uyl op vrijdag 17 december 1965 in de stadsschouwburg van Heerlen. In de daaropvolgende negen jaren werden alle mijnen gesloten. De Staatsmijn Maurits te Geleen ging in 1967 als eerste dicht. De steenkolenwinning in Nederland is definitief gestaakt op dinsdag 31 december 1974, met het rond 19:00 uur in de avond naar boven halen van de allerlaatste kolenwagen en daarmee de sluiting van de mijn Oranje-Nassau I te Heerlen. Dit was ook de oudste grote ondergrondse mijn (geopend in 1899).
Behoudens twee mijnbouwmonumenten (het gebouw van de schacht Nulland te Kerkrade, (Domaniale Mijn), het ophaalmachinegebouw van Schacht II en de schachtbok, de watertoren en het oude hoofdkantoor van de ON-I mijn te Heerlen, de oude loonhal, de hoofdingang met kantoren en de oude watertoren van Staatsmijn Maurits te Geleen) zijn vrijwel alle bovengrondse werken van de Nederlandse mijnen afgebroken. De mijnterreinen hebben na sanering van de grond alle een andere bestemming gekregen (industrieterrein, woonwijk, etc.). Ook de meeste mijnsteenbergen zijn uit het Zuid-Limburgse landschap verdwenen.

#### Locaties
Bij de volgende plaatsen zijn kolenmijnen in bedrijf geweest:
- Brunssum, Staatsmijn Hendrik (nu militair-terrein/hoofdkwartier voor de NAVO: RHQ AFNORTH).
- Treebeek - gemeente Brunssum, Staatsmijn Emma. Op het mijnterrein is voor een klein deel woonbebouwing aangelegd, maar grotendeels is het industrieterrein en park. Ter plaatse van schacht III staat nu een seniorencomplex. Een gevelsteen van een gebouw is nu een monument dat zich op het voorterrein van het complex bevindt, direct boven schacht II.
- Geleen, Staatsmijn Maurits (nu het chemische industrieterrein Chemelot).
- Heerlen - Centrum, particuliere mijn Oranje-Nassau I. Het schachtgebouw met stalen schachtbok én het ophaalgebouw van schacht II zijn de slopershamer ontlopen. Thans is hierin het Nederlands Mijnmuseum gehuisvest. Op het terrein bevindt zich het hoofdkantoor van het CBS.
- Heksenberg - gemeente Heerlen, particuliere mijn Oranje-Nassau IV. Op het terrein bevinden zich de installaties van SIGRANO NV (producent kwartszand). De steenberg is bewaard gebleven.
- Heerlerheide - gemeente Heerlen, particuliere mijn Oranje-Nassau III ; Het terrein is nu een woonwijk, de schachtlocatie is aangegeven op het schoolplein van basisschool Mijn Spoor.
- Schaesberg - gemeente Landgraaf, particuliere mijn Oranje-Nassau II; Het terrein is nu een woonwijk.
- Kerkrade, particuliere Domaniale mijn (hiervan is één schachttoren, Schacht Nulland, bewaard gebleven). Het mijnterrein is nu een woonwijk.
- Eygelshoven - gemeente Kerkrade, particuliere mijnen Laura en Julia; Op het terrein van de Laura staat nu een woonwijk. Het Julia-terrein is industrieterrein.
- Bleijerheide - gemeente Kerkrade, particuliere mijn Neuprick. Sloot in 1904 definitief vanwege zeer grote wateroverlast. De concessie van de Domaniale mijn werd uiteindelijk uitgebreid met die van de kleine mijn Neuprick. De schachtlocatie is zichtbaar in een wijkplantsoen.
- Spekholzerheide - gemeente Kerkrade, particuliere mijn Willem-Sophia; Op het terrein van de mijn zijn sportvelden aangelegd (onder andere voor de voetbalvereniging FC Kerkrade-West). Een ander deel is industrieterrein dat nog de naam Willem-Sophie draagt. De steenberg is (grotendeels) afgegraven.
- Terwinselen - gemeente Kerkrade, Staatsmijn Wilhelmina (hiervan is de steenberg als (overdekte) skihelling bewaard gebleven).

#### Gegevens
| Naam              | Locatie               | Concessie                   | Aantal schachten | Diepste schacht | Primair kooltype  | Actief    | Totale productie |
| ----------------- | --------------------- | --------------------------- | ---------------- | --------------- | ----------------- | --------- | ---------------- |
| Oranje-Nassau I   | Heerlen               | Oranje-Nassaumijnen         | 3                | 471 m           | magerkool         | 1899-1974 | 31.978.000 ton   |
| Oranje-Nassau II  | Schaesberg            | Oranje-Nassaumijnen         | 2                | 477 m           | magerkool         | 1904-1971 | 34.064.000 ton   |
| Oranje-Nassau III | Heerlerheide          | Oranje-Nassaumijnen         | 1 (+1 ON-IV)     | 844 m           | magerkool         | 1917-1973 | 38.265.000 ton   |
| Oranje-Nassau IV  | Heksenberg            | Oranje-Nassaumijnen         | 1                | 740 m           | magerkool/vetkool | 1925-1966 | 13.754.000 ton   |
| Laura             | Eygelshoven           | Laura en Vereeniging        | 2                | 748 m           | magerkool         | 1905-1968 | 31.885.000 ton   |
| Julia             | Eygelshoven           | Laura en Vereeniging        | 2                | 568 m           | magerkool         | 1926-1974 | 31.963.000 ton   |
| Willem-Sophia     | Spekholzerheide       | Willem-Sophia               | 5                | 651 m           | magerkool         | 1902-1970 | 22.678.000 ton   |
| Domaniale         | Kerkrade              | Domaniale Mijn Maatschappij | 6                | 802 m           | magerkool         | 1815-1969 | 37.990.000 ton   |
| Neuprick          | Bleijerheide          | Pannesheider Mijnvereniging | 1                | 235 m           | magerkool         | 1852-1904 | 1.484.000 ton    |
| Wilhelmina        | Terwinselen           | Staatsmijnen                | 2                | 823 m           | magerkool         | 1906-1969 | 59.235.000 ton   |
| Emma              | Treebeek (Hoensbroek) | Staatsmijnen                | 4                | 980 m           | vetkool           | 1911-1973 | 109.032.000 ton  |
| Hendrik           | Rumpen (Brunssum)     | Staatsmijnen                | 4                | 1058 m          | vetkool           | 1915-1963 | 61.203.000 ton   |
| Maurits           | Lutterade (Geleen)    | Staatsmijnen                | 3                | 895 m           | vetkool           | 1926-1967 | 96.214.000 ton   |
| Beatrix           | Herkenbosch           | Staatsmijnen                | 2                | 700 m           | vetkool           | -         | 0 ton            |
| Totaal            |                       |                             | 37               |                 |                   |           | 569.745.000 ton  |

## Mijnmusea
België
- Vlaams Mijnmuseum te Beringen
- Museum 'Ons Mijnverleden' in Houthalen
- Mijndepot Waterschei in Genk

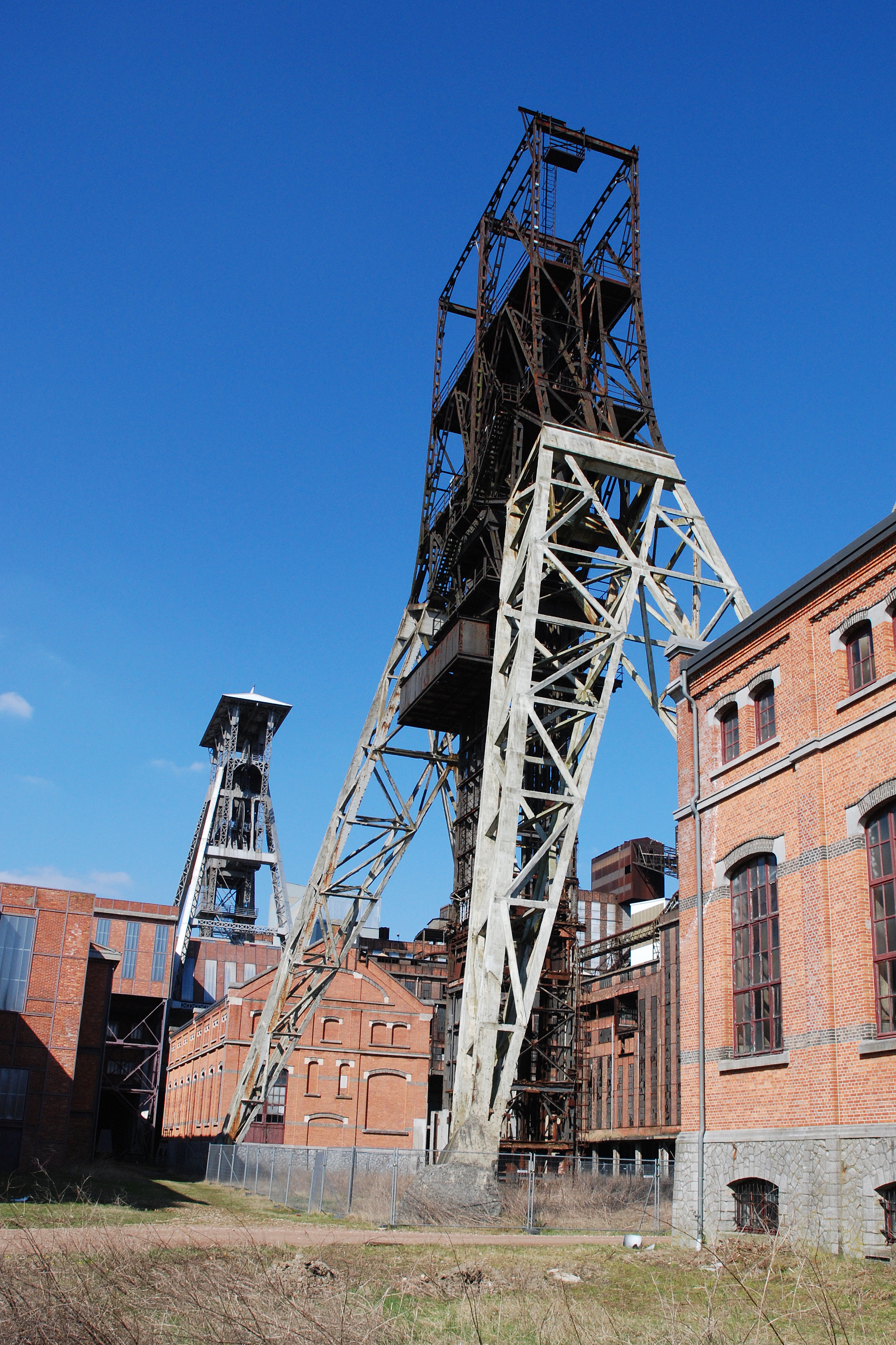
De mijngebouwen in Beringen.

- Museum van de Mijnwerkerswoning in Eisden
- Charbonnages du Hasard in Cheratte
- Pass in Frameries
- Museummijn in Blegny

Nederland
- Nederlands Mijnmuseum in Heerlen
- Steenkolenmijn Valkenburg in Valkenburg